# Rubus occidentalis
Die Schwarze Himbeere (Rubus occidentalis) ist eine Pflanzenart aus der Gattung Rubus innerhalb der Familie der Rosengewächse (Rosaceae). Sie ist im östlichen Nordamerika beheimatet.

## Beschreibung

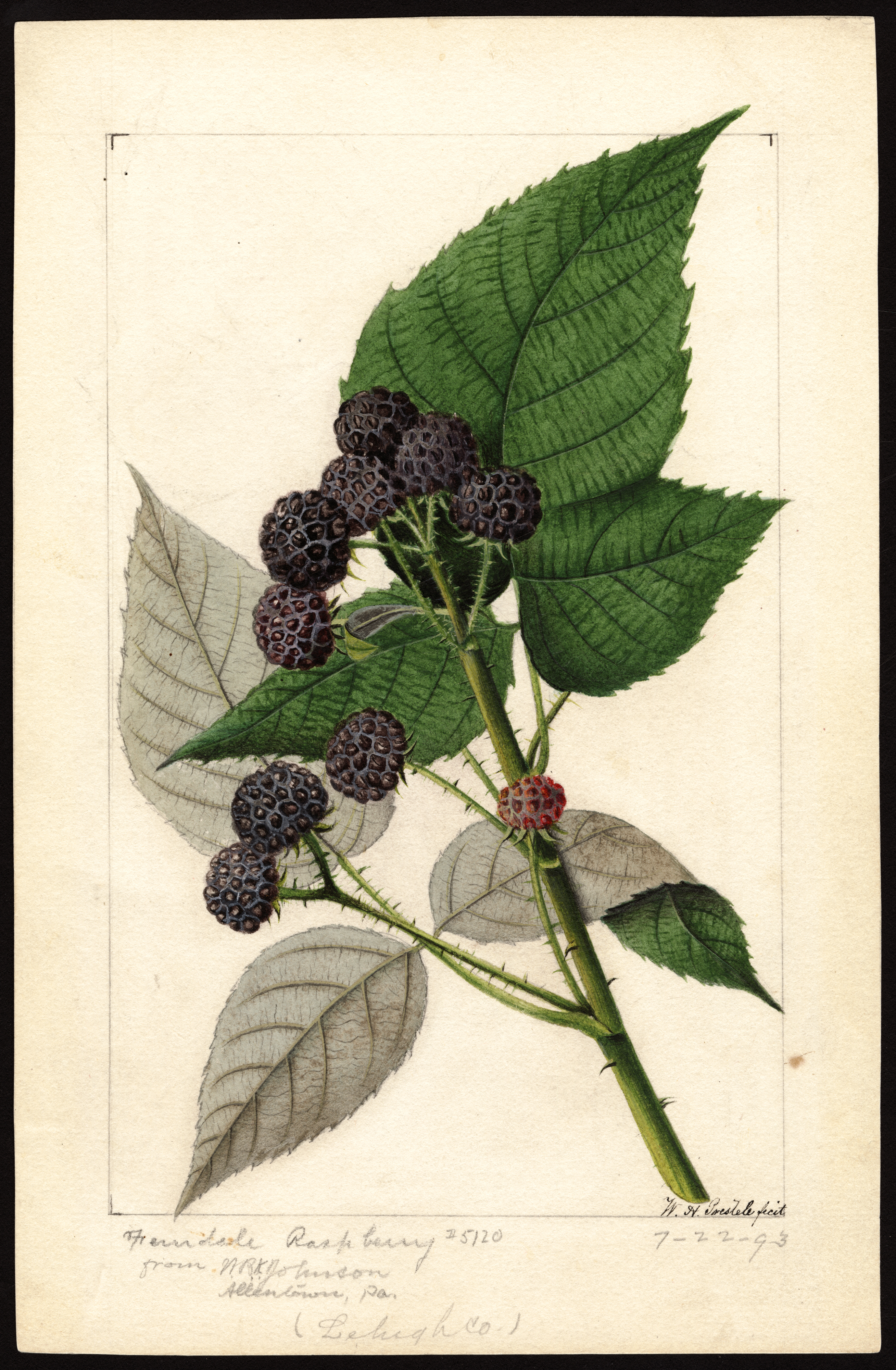
Illustration von 1893

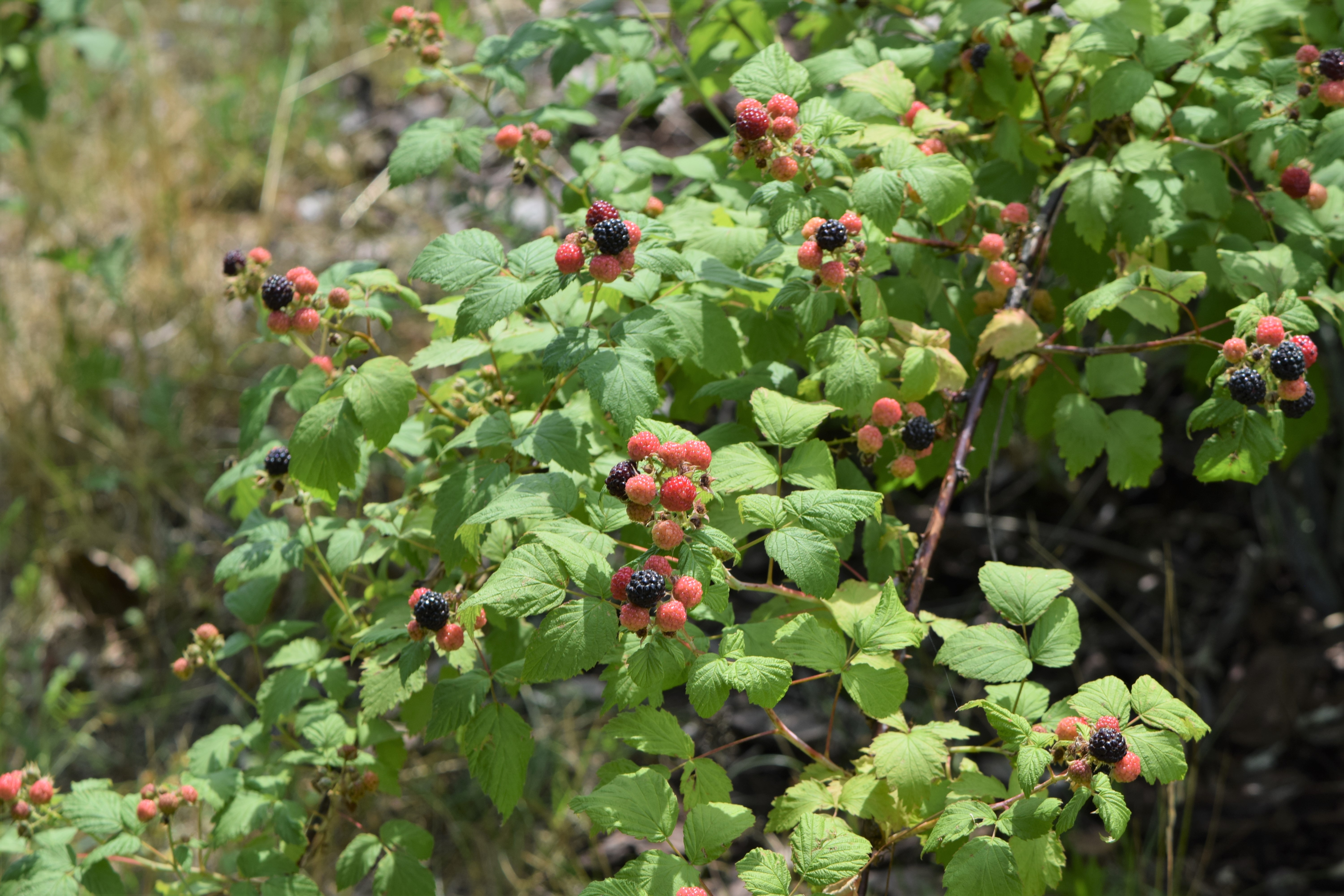
Habitus, Laubblätter und Früchte

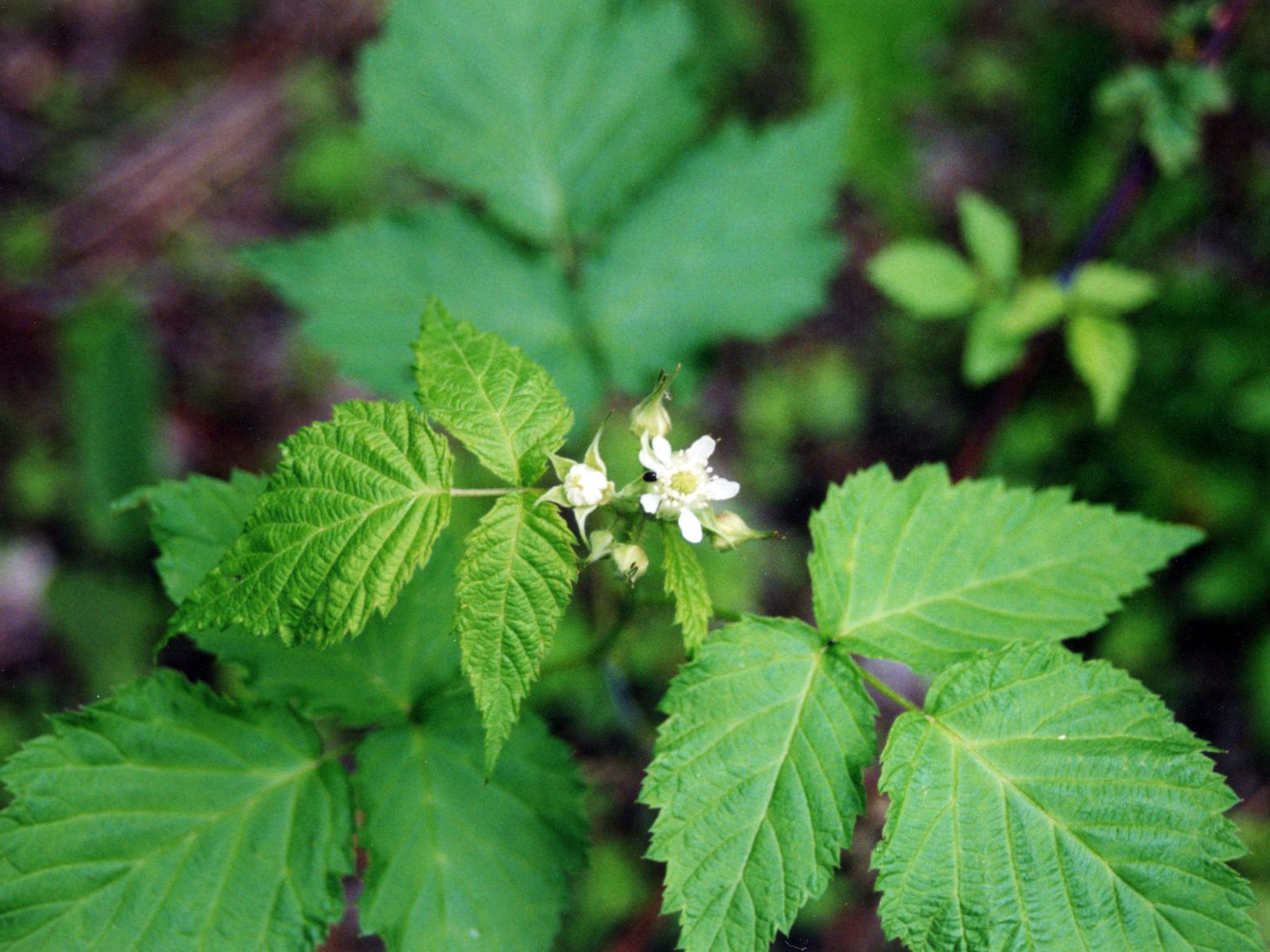
Zweig mit Blüten

### Vegetative Merkmale
Rubus occidentalis ist ein laubabwerfender Strauch, der Wuchshöhen von 2 bis 3 Metern erreicht. Die Sprossachsen sind stachelig. Die wechselständig angeordneten Laubblätter sind gefiedert. Die Laubblätter bestehen aus fünf Fiederblättchen auf den im ersten Jahr stark wachsenden Sprossachsen und aus drei Blättchen an den blühenden Zweigen.

### Generative Merkmale
Die zwittrige Blüte ist radiärsymmetrisch und fünfzählig mit doppelter Blütenhülle. Die 6 bis 8 Millimeter langen, schlanken Kelchblätter sind mehr als doppelt so lang wie die Kronblätter.
Die bei einer Länge von 12 bis 15 Millimetern kugelige Sammelfrucht ist aus Steinfrüchten zusammengesetzt und ist bei Reife schwarz-purpurfarben.

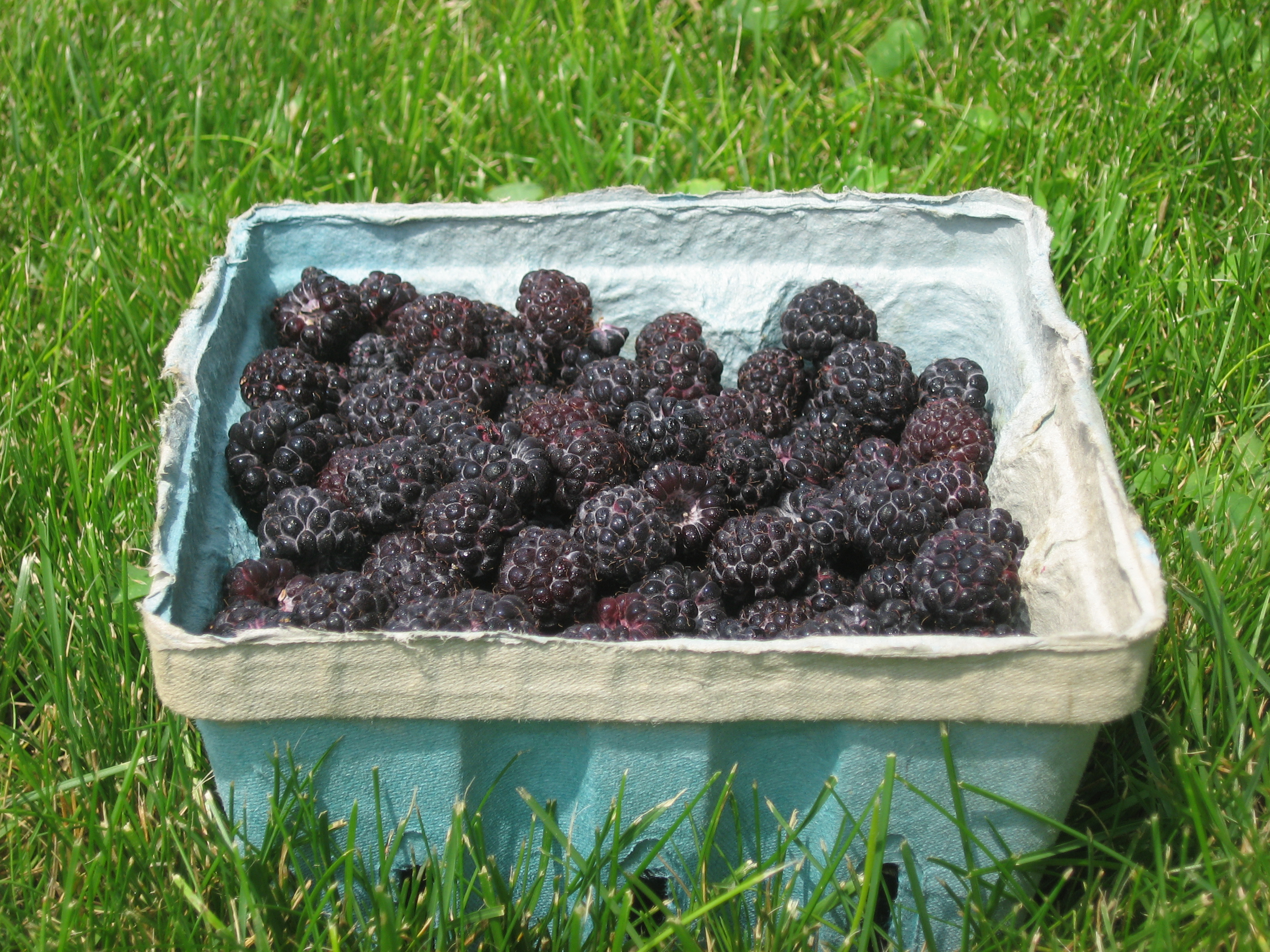
Eine Schale mit Schwarzen Himbeeren

## Nutzung
Wie aus dem Trivialnamen abzuleiten ist, haben schwarze Himbeeren sehr dunkle, violett-schwarze Sammelfrüchte, die durch die Anthocyan-Pigmente gefärbt sind. Es kommt jedoch zu gelegentlichen Mutationen in den Genen, welche die Anthocyan-Produktion regulieren, so dass gelbfrüchtige Varianten („gelbe Himbeeren“, englisch yellow raspberries) entstehen, die gelegentlich auch von Sammlern und Hofläden im Mittleren Westen (namentlich in Ohio) vermarktet werden. Die gelbfrüchtigen Varianten behalten den einzigartigen Geschmack der Schwarzen Himbeeren (Rubus occidentalis), was sie von den ähnlich erscheinenden blassen Varianten kultivierter roter Himbeeren unterscheidet, die im Allgemeinen aus der eurasischen Rubus idaeus, manchmal der nordamerikanischen Rubus strigosus und anderen aus Hybriden dieser beiden Arten entstandenen Sorten hervorgegangenen sind.
Die Sammelfrucht ist essbar und weist hohe Gehalte an Anthocyanen und Ellagsäure auf.
Schwarze Himbeeren enthalten viele Anthocyane. Dies trägt dazu bei, sie als natürliches Färbemittel zu nutzen. Vorläufige Studien an Versuchstieren zur Beurteilung ihrer Wirkung gegen Krebs sind im Gange und eine kleinteilige klinische Studie wurde an Patienten mit Barrett-Ösophagus durchgeführt.
„Das Zentrum der kommerziellen Produktion von Schwarzen Himbeeren in den USA bildet das Willamette Valley in Oregon. Die Hauptsorte, ‘Munger’, wird auf etwa 600 ha angebaut. Weitere Sorten sind ‘John Robertson’, ‘Allen’, ‘Jewel’, ‘Blackhawk’, ‘Macblack’, ‘Plum Farmer’, ‘Dundee’, ‘Hanover’ und ‘Huron’. Die Pflanzenexemplare werden im Sommer von Hand gepflanzt, im Winter mechanisch ausgeästet und dann maschinell geerntet. Die Hektar-Erträge sind im Allgemeinen niedrig, weshalb die Früchte meist teuer sind.“
„Rubus occidentalis wurde zur Zucht vieler Rubus-Hybriden genutzt; rote bis schwarze Himbeeren werden meist als violette Himbeeren vermarktet; ‘Brandywine’, ‘Royalty’ und ‘Estate’, sowie Rubus ×neglectus ‘Glen Coe’ sind Beispiele für violette Himbeer-Sorten. Es wurden auch wilde violette Himbeeren an verschiedenen Orten im nordöstlichen Nordamerika gefunden, wo zwei Elternarten gemeinsam vorkommen und gelegentlich auf natürliche Weise hybridisieren.“
„Die „Beeren“ werden normalerweise getrocknet oder gefrostet, püriert und gesaftet, oder als Farbmittel verarbeitet. Frische „Beeren“ werden aber auch saisonal vermarktet. Zu den bekannten Likören, die aus schwarzen Himbeeren hergestellt werden, gehören der französische Chambord Liqueur Royale de France. Ein ähnlicher Likör aus Korea, der ursprünglich aus den schwarzen Früchten der Rubus coreanus hergestellt wurde, wird auch aus den Schwarzen Himbeeren hergestellt.“
„Eine positive Eigenschaft der dunklen „Beeren“ ist die im Vergleich zu den roten normalen Kultur Himbeeren die dickere Fruchthaut. Man kann die „Beeren“ sehr gut einfrieren und durch die festere Haut auch wieder einzeln gefroren herausnehmen.“

## Systematik
Die schwarzen Himbeeren sind eng mit den rotfrüchtigen Arten Rubus idaeus und Rubus strigosus verwandt; sie haben alle die markante weiße Unterseite der Laubblätter sowie Früchte, die sich reif leicht vom Karpell lösen, aber die Früchte differieren in der Farbe, die eben bei Rubus occidentalis schwarz sind; auch die Sprossachsen sind stacheliger. Die schwarzen Früchte verleihen ihnen das Aussehen von Brombeeren, obwohl dies nur oberflächlich betrachtet so ist. Der Geschmack ist einzigartig und nicht mit dem roter Himbeeren oder Brombeeren zu vergleichen.

### Taxonomie
Die Erstveröffentlichung von Rubus occidentalis erfolgte 1753 durch Carl von Linné in Species Plantarum, Tomus 1, S. 493. Synonyme für Rubus occidentalis L. sind: Melanobatus michiganus Greene, Melanobatus occidentalis (L.) Greene, Rubus tomentosus Borkh.

## Trivialnamen
Ihren englischsprachigen Trivialnamen black raspberry teilt sie mit der eng verwandten westamerikanischen Oregon-Himbeere (Rubus leucodermis); gelegentlich werden auch weitere Trivialnamen verwendet wie wild black raspberry, black caps, black cap raspberry, thimbleberry, und scotch cap.